# Gamma Hill
Gamma Hill är en kulle i Antarktis. Den ligger i Västantarktis. Argentina, Chile och Storbritannien gör anspråk på området. Toppen på Gamma Hill är 300 meter över havet.
Terrängen runt Gamma Hill är kuperad västerut, men österut är den platt. Havet är nära Gamma Hill åt nordost.  Trakten är obefolkad. Det finns inga samhällen i närheten. 